# 九州殊口增十
波江座51，又名BD-02 963，HD 29391、SAO 131358、HR 1474，是波江座的一颗恒星，视星等为5.23，位于銀經198.61，銀緯-30.66，其B1900.0坐标为赤經4h 32m 34.1s，赤緯-2° -30.66′ 24″。